# Eugenie Spur
Der Eugenie Spur ist ein bis zu 600 m hoher Gebirgskamm im Osten der westantarktischen James-Ross-Insel. Er ragt 12 km westlich des Kap Gage zwischen den oberen Abschnitten des Coley-Gletschers im Norden und des Coley South Glacier im Süden auf.
Das UK Antarctic Place-Names Committee benannte ihn 2006 nach der ursprünglichen Benennung des British Antarctic Survey für einen Tuffkegel am südwestlichen Ende des Gebirgskamms.